# Colmeal (Figueira de Castelo Rodrigo)
Colmeal is een plaats (freguesia) in de Portugese gemeente Figueira de Castelo Rodrigo en telt 58 inwoners (2001).